# Selenofeno
Selenofeno é o composto heterocíclico análogo do furano e tiofeno, em que o calcogênio do anel é o selênio.
Em 1936, o químico soviético Yurii Konstantinovitch Yur'ev descobriu a conversão de furano em pirrol, tiofeno e selenofeno ao passar o vapor de furano em, respectivamente, amônia, sulfeto de hidrogênio e seleneto de hidrogênio sobre óxido de alumínio a altas temperaturas.